# 岩崎弥之助

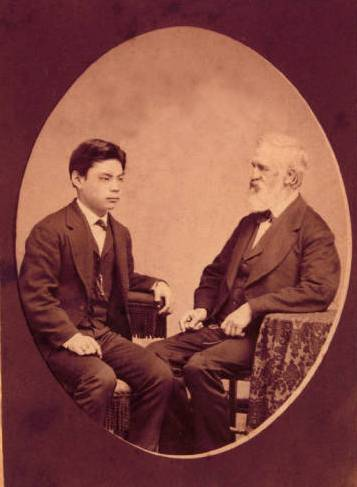
アメリカ留学中に恩師エドワード・ホールと。1872年。弥之助は1902年に再訪し、ホール記念図書館に日本コレクションを揃えるための資金として2000ドルを寄付したが、その金はステンドグラスの費用に充てられた

岩崎 弥之助（いわさき やのすけ、1851年2月8日（嘉永4年1月8日） - 1908年（明治41年）3月25日）は、日本の実業家で、三菱財閥の2代目総帥。男爵。三菱の創業者・岩崎弥太郎の弟にあたる。

## 略歴
岩崎弥次郎・美和夫妻の三男として土佐国安芸郡井ノ口村（現在の高知県安芸市）に生まれた。
1867年（慶応3年）、満16歳のときに土佐藩校の致道館に入学。この時、岩崎家は郷士の地位を失って地下浪人に没落しており、武士の教育を受けられる身分ではなかったが、兄の弥太郎が吉田東洋の知遇を受けて下級役人に出世していたため、入学することができた。
1869年（明治2年）には大阪に出て、重野安繹の私塾成達書院に入門し、この時に英語を学んだ。
1872年（明治5年）4月、アメリカに留学。横浜で貿易商をしていたウォルシュ・ホール社（Walsh, Hall and Co.）のウォルシュ家に寄宿し、フランシス・ホール（同社の社員だが創立者のホールとは別人）の兄エドワードが開校し校長をしていたニューヨーク近郊のコネチカット州エリントンにある男子校（Edward Hall's Family School for Boys）に通った。1873年（明治6年）11月に父の弥次郎が急逝し、兄の懇願もあって1年で留学を中断して帰国。三菱商会に入社。翌年の1874年（明治7年）の秋、弥太郎夫婦の仲人で後藤象二郎の長女・早苗子と結婚した。
敬愛する弥太郎の事業を助け、米国の太平海郵便汽船や英国のP&O汽船会社との競合に手腕を振るう、1885年（明治18年）2月に弥太郎が死亡してからは2代目総帥として三菱の多角化に尽力。ライバルの共同運輸会社との合併により日本郵船を誕生させ、海運部門を切り離すことで、鉱山開発や造船建造、地所、金融、倉庫などの事業を興した。
1890年（明治23年）、政府から丸の内の土地購入の打診があり、荘田平五郎や末延道成に相談したうえで120万円で購入。後の『三菱の三大買い物』の1つに挙げられている。
1893年（明治26年）に三菱合資会社を設立。三菱の総帥の座を甥の久弥（弥太郎の長男）に譲り、監務（今の相談役）の役職に就く。
1896年（明治29年）には川田小一郎の後任として第4代日本銀行総裁となるも、当時の大蔵大臣と折り合いが悪く、2年ほどで退職した。
1889年（明治22年）の東京市会議員選挙に神田区から立候補したが落選した。
1890年（明治23年）の帝国議会の創立時に、勅任されて貴族院議員となったが、1891年（明治24年）9月30日に辞職した。墓所は世田谷区岩崎家廟所。

## 栄典
位階
- 1885年（明治18年）10月31日 - 従五位[10]
- 1887年（明治20年）9月21日 - 正四位[11]

勲章等
- 1885年（明治18年）10月31日 - 勲四等旭日小綬章[10]
- 1887年（明治20年）9月29日 - 金製黄綬褒章[12]
- 1898年（明治31年）10月20日 - 勲三等旭日中綬章[13]
- 1906年（明治39年）4月1日 - 勲二等旭日重光章[14]

## 家族・子孫

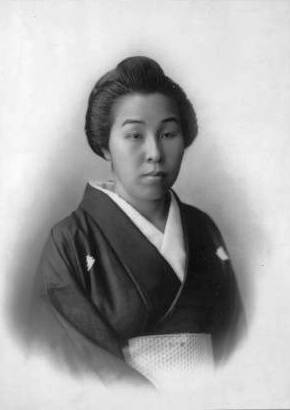
妻の早苗子

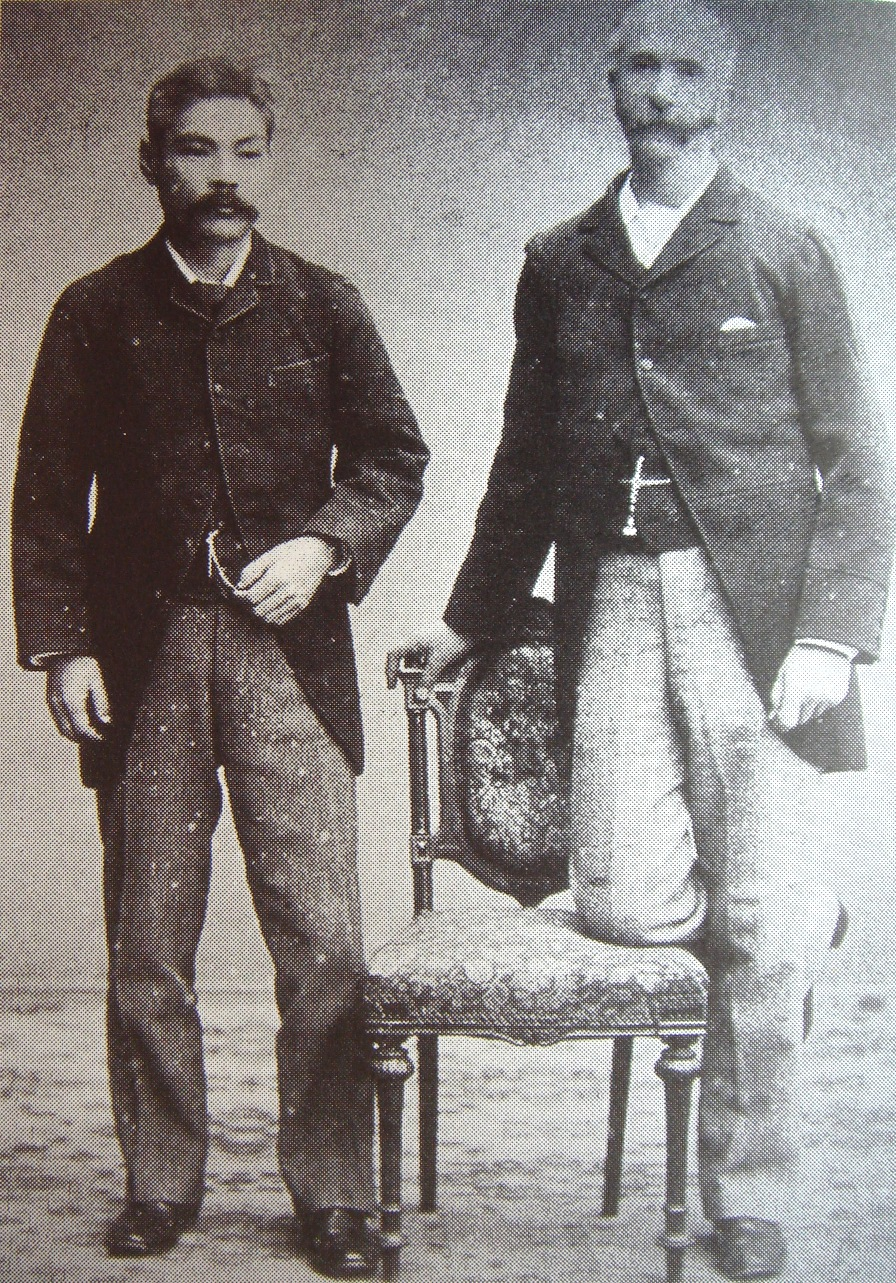
岩崎弥之助とトーマス・ブレーク・グラバー（右）

弥之助と早苗子の縁談は後藤象二郎と弥太郎が勝手に取り決めたもので、米国留学中の弥之助には寝耳に水だったが、家柄を優先する当時の世相から、弥之助自身も異存はなかったようである。結婚後は早苗子と共に、元は後藤の家であり、東京湾が見渡せる駿河台東紅梅町の高台の洋館（現在の御茶ノ水駅付近、日立製作所旧本社の辺り）に住み、長女・繁子、長男・小弥太、次男・俊弥、三男・輝弥の3男1女をもうけた。
3男1女はこの洋館で生まれ育ち、このうち息子は3人とも、私邸からお茶の水橋（聖橋は未完成）で神田川を渡った向かい側の湯島の丘（現在の東京医科歯科大学湯島キャンパス）にあった、官立の東京高等師範学校附属小・中学校（現在の筑波大学附属小学校、筑波大学附属中学校・高等学校）に通った。
長男・小弥太は三菱の4代目総帥で、次男・俊弥は旭硝子の創業者。三男・輝弥は分家して子安農園の経営に当たるとともに膨大な鉄道写真を残す。また、長女・繁子は、松方正義の次男で外交官の松方正作と結婚した。なお輝弥の次男・英二郎（弥之助の孫でドイツ語学者）は北原白秋の長女と結婚している。また、ベンチャーキャピタルの分野で活動しているキャピタリスト・岩崎俊男とブラジル東山農事社長の岩崎透は弥之助の曾孫にあたる。

## 人物
- 学問を好み、蔵書家・美術収集家としても知られた。重野安繹を師として漢学を学び、重野の研究を助けるために始めた古典籍収集は、宋・元の刊本をはじめとする貴重書の宝庫となっており、これを収蔵するために弥之助が自邸内に設けたのが重野を文庫長とする「静嘉堂文庫」である。
- 古典籍に加えて書画・茶道具・刀剣などの古美術を多数収集した。これらの収集は長男・小弥太に引き継がれ、昭和15年（1940年）に小弥太が創設した財団法人静嘉堂文庫（東京都世田谷区岡本）に寄付された[注釈 4] 。国宝・重要文化財を含む数多くの古典籍と古美術品からなる文庫の所蔵品は、昭和52年（1977年）より一般公開されており、現在では静嘉堂文庫美術館として常設の美術館になっている。
- 米国留学中、教育機関に通わない、現地の邦人と極力交際しない、など、独自の理論に基づいて英語力を上達させたという。
- 激しく豪快な気性だった兄・弥太郎と異なり、弥之助は温厚で奥ゆかしい性格だったと言われている。渋沢栄一は、「弥之助氏は弥太郎氏とその性行を異にし、きわめて公平に、きわめて温厚親切の士君子なりき。弥之助氏は実に非凡なる守成の人なり」と書き残している[16]。岩崎家の歴史をまとめた『岩崎家譜』を自ら編纂した際も、弥之助は自身にまつわる逸話を一切残さなかった[17]。